# 어용선 (1869년)
어용선(魚瑢善, 1869년 음력 12월 22일 ~ ?)은 대한제국과 일제강점기 초기의 관료이다.

## 생애
1895년에 대한제국 정부에 의해 일본 유학생으로 선발되어 도쿄의 게이오의숙 보통과에서 수학했다. 1897년에는 와세다 대학의 전신인 도쿄 전문학교에서 정치경제학을 공부하고 그 해 귀국했다.
1898년에 대한제국 중추원 의관으로 임명되면서 대한제국 관리가 되었다. 이후 사립학교인 광흥학교와 보창학교에서 교사로 근무하기도 했다. 1906년에는 학부 시학관에 임명되어 다시 관계로 돌아왔으며, 관립한성일어학교 교관을 지냈다. 1910년에 내각 외사국 번역과에서 서기로 근무하며 종2품에 올라 있었다.
한일 병합 조약 체결 후 조선총독부 체제가 출범하면서 황해도 배천군 군수로 임명되었다. 1912년 초에 군수직을 사직하여 총독부 관리로 오래 근무하지는 않았다. 이때 종7위에 서위되어 있었다.
2008년 발표된 민족문제연구소의 친일인명사전 수록예정자 명단의 관료 부문에 포함되었다.

## 참고자료
- 어용선(魚瑢善) - 국사편찬위원회